# Terpna iterans
Terpna iterans är en fjärilsart som beskrevs av Louis Beethoven Prout 1926. Terpna iterans ingår i släktet Terpna och familjen mätare. Inga underarter finns listade i Catalogue of Life.